# Pfarrweisach
Pfarrweisach là một đô thị ở Haßberge bang Bavaria thuộc nước Đức.